# Coregonus reighardi
Coregonus reighardi es una especie de pez de la familia Salmonidae en el orden de los Salmoniformes.

## Morfología
- Los machos pueden llegar alcanzar los 36 cm de largo total y 539 g de peso.
- Ojos pequeños.
- Número de  vértebras: 55-58.[2][3]

## Distribución geográfica
Se encuentra en América: Grandes Lagos de América del Norte (Canadá y Estados Unidos).

## Longevidad
Vive hasta los 8 años.